# Kristallsalongen, Liseberg
Kristallsalongen är en spegellabyrint i nöjesparken Liseberg i Göteborg. Den öppnade 1962 och är Lisebergs äldsta attraktion.
Kristallsalongen är placerad i en byggnad mellan Jukebox och Fisketuren, vid kanten av Mölndalsån. Väl innanför entrén möts besökarna av en mängd speglar som är välvda på olika sätt för att förvränga och skapa komiska spegelbilder av betraktaren. Den andra delen av Kristallsalongen är en stor labyrint där några av väggarna är transparenta och andra är speglar. Detta gör det extra svårt att orientera sig i labyrinten.